# Lijst van Noorse gemeenten per provincie

Provincies van Noorwegen (vanaf 1 januari 2020)

Dit is lijst van Noorse gemeenten (kommuner) per provincie (fylke). Er is ook een alfabetische lijst van gemeenten in Noorwegen.

## Agder(42)
Åmli - Arendal - Åseral - Audnedal - Birkenes - Bygland - Bykle - Evje og Hornnes - Farsund - Flekkefjord - Froland - Gjerstad - Grimstad - Hægebostad - Iveland - Kristiansand - Kvinesdal - Lillesand - Lindesnes - Lyngdal - Mandal - Marnardal - Risør - Sirdal - Søgne - Songdalen - Tvedestrand - Valle - Vegårshei - Vennesla

## Innlandet(34)
Alvdal - Åmot - Åsnes - Dovre - Eidskog - Elverum - Engerdal - Etnedal - Folldal - Gausdal - Gjøvik - Gran - Grue - Hamar - Jevnaker - Kongsvinger - Lesja - Lillehammer - Lom - Løten - Lunner - Nord-Aurdal - Nord-Fron - Nord-Odal - Nordre Land - Os - Østre Toten - Øyer - Øystre Slidre - Rendalen - Ringebu - Ringsaker - Sel - Skjåk - Søndre Land - Sør-Aurdal - Sør-Fron - Sør-Odal - Stange - Stor-Elvdal - Tolga - Trysil - Tynset - Vågå - Vang - Våler - Vestre Slidre - Vestre Toten

## Møre og Romsdal(15)
Ålesund - Aukra - Aure - Averøy - Eide - Fræna - Giske - Gjemnes - Halsa - Haram - Hareid - Herøy - Kristiansund - Midsund - Molde - Nesset - Norddal - Ørskog - Ørsta - Rauma - Rindal - Sande - Sandøy - Skodje - Smøla - Stordal - Stranda - Sula - Sunndal - Surnadal - Sykkylven - Tingvoll - Ulstein - Vanylven - Vestnes - Volda

## Nordland(18)
Alstahaug - Andøy - Ballangen - Beiarn - Bindal - Bø - Bodø - Brønnøy - Dønna - Evenes - Fauske - Flakstad - Gildeskål - Grane - Hadsel - Hamarøy - Hattfjelldal - Hemnes - Herøy - Leirfjord - Lødingen - Lurøy - Meløy - Moskenes - Narvik - Nesna - Øksnes - Rana - Rødøy - Røst - Saltdal - Sømna - Sørfold - Sortland - Steigen - Tjeldsund - Træna - Tysfjord - Værøy - Vågan - Vefsn - Vega - Vestvågøy - Vevelstad

## Oslo(03)
Oslo

## Rogaland(11)
Bjerkreim - Bokn - Eigersund - Finnøy - Forsand - Gjesdal - Hå - Haugesund - Hjelmeland - Karmøy - Klepp - Kvitsøy - Lund - Randaberg - Rennesøy - Sandnes - Sauda - Sokndal - Sola - Stavanger - Strand - Suldal - Time - Tysvær - Utsira - Vindafjord

## Troms og Finnmark(54)
Alta - Balsfjord - Bardu - Båtsfjord - Berg - Berlevåg - Bjarkøy - Dyrøy - Gamvik - Gratangen - Hammerfest - Harstad - Hasvik - Ibestad - Kåfjord - Karasjok (Kárášjohka) - Karlsøy - Kautokeino (Guovdageaidnu) - Kvalsund - Kvæfjord - Kvænangen - Lavangen - Lebesby - Lenvik - Loppa - Lyngen - Målselv - Måsøy - Nesseby (Unjárga) - Nordkapp - Nordreisa - Porsanger - Salangen - Skånland - Skjervøy - Sør-Varanger - Sørreisa - Storfjord - Tana (Deatnu) - Torsken - Tranøy - Tromsø - Vadsø - Vardø

## Trøndelag(50)
Åfjord - Agdenes - Bjugn - Flatanger - Fosnes - Frosta - Froya - Grong - Hemne - Hitra - Holtålen - Høylandet - Inderøy - Klæbu - Leka - Leksvik - Levanger - Lierne - Malvik - Meldal - Melhus - Meråker - Midtre Gauldal - Mosvik - Nærøy - Namdalseid - Namsos - Namsskogan - Oppdal - Orkdal - Ørland - Osen - Overhalla - Rennebu - Rissa - Roan - Røros - Røyrvik - Selbu - Skaun - Snåsa - Snillfjord - Steinkjer - Stjørdal - Trondheim - Tydal - Verdal - Verran - Vikna

## Vestfold og Telemark(38)
Andebu - Bamble - Bø - Drangedal - Fyresdal - Hjartdal - Hof - Holmestrand - Horten - Kragerø - Kviteseid - Lardal - Larvik - Nissedal - Nome - Notodden - Nøtterøy - Porsgrunn - Re - Sande - Sandefjord - Sauherad - Seljord - Siljan - Skien - Stokke - Svelvik - Tinn - Tjøme - Tokke - Tønsberg - Vinje

## Vestland(46)
Årdal - Askøy - Askvoll - Aurland - Austevoll - Austrheim - Balestrand - Bergen - Bømlo - Bremanger - Eid - Eidfjord - Etne - Fedje - Fitjar - Fjaler - Fjell - Flora - Førde - Fusa - Gaular - Gloppen - Granvin - Gulen - Hornindal - Høyanger - Hyllestad - Jølster - Jondal - Kvam - Kvinnherad - Lærdal - Lindås - Luster - Masfjorden - Meland - Modalen - Naustdal - Odda - Os - Osterøy - Øygarden - Radøy - Samnanger - Selje - Sogndal - Solund - Stord - Stryn - Sund - Sveio - Tysnes - Ullensvang - Ulvik - Vågsøy - Vaksdal - Voss - Vik

## Viken(30)
Ål - Aremark - Ås - Asker - Askim - Aurskog-Høland - Bærum - Drammen - Eidsberg - Eidsvoll - Enebakk - Fet - Flå - Flesberg - Fredrikstad - Frogn - Gjerdrum - Gol - Halden - Hemsedal - Hobøl - Hol - Hole - Hurdal - Hurum - Hvaler - Kongsberg - Krødsherad - Lier (Buskerud) - Lørenskog - Marker - Modum - Moss - Nannestad - Nedre Eiker - Nes - Nes (Buskerud) - Nesodden - Nittedal - Nore og Uvdal - Oppegård - Øvre Eiker - Råde - Rakkestad - Rælingen - Ringerike - Rollag - Rømskog - Røyken - Rygge - Sarpsborg - Sigdal - Skedsmo - Ski - Skiptvet - Sørum - Spydeberg - Trøgstad - Ullensaker - Våler - Vestby